# Roman Malinowski (bolszewik)
Roman Malinowski (ros. Роман Вацлавович Малиновский) (ur. 18 marca 1877 w Warszawie, zm. 5 listopada 1918 w Moskwie) – polityk partii bolszewickiej pochodzenia polskiego. Prowokator Ochrany.
Pochodził z rodziny chłopskiej, był synem Wacława. Trzykrotnie karany za kradzież z włamaniem. W 1906 roku wstąpił do Socjaldemokratycznej Partii Robotniczej Rosji, był także działaczem związkowym w Petersburgu, m.in. sekretarzem petersburskiego Towarzystwa Metalurgów. W maju 1910 roku został tajnym współpracownikiem Ochrany (pseudonim "Krawiec"). W 1912 roku wybrany członkiem Komitetu Centralnego SDPRR oraz deputowanym do Dumy Państwowej IV kadencji z ramienia bolszewików w guberni moskiewskiej. Jako agent otrzymywał pensję 500 rubli miesięcznie.
W maju 1914 na polecenie policji zrezygnował z mandatu deputowanego i, wykluczony z partii za "dezercję", opuścił kraj. W 1918 powrócił do Rosji, gdzie został aresztowany i rozstrzelany.